# 灰绿藜
灰绿藜（学名：Chenopodium glaucum）为苋科藜属的植物。分布在南北半球的温带、台湾岛以及中国大陆的江西、贵州、福建、云南、广东、广西等地，生长于海拔20米至4,600米的地区，一般生长在农田、菜园、村旁及水边等轻度碱的土壤上，目前尚未由人工引种栽培。